# Torneio Touchdown 2014
O Torneio Touchdown 2014 foi a sexta edição de um dos campeonatos nacionais de futebol americano do Brasil. O outro torneio foi a Superliga Nacional.

## Fórmula de disputa
Esta edição contou com a participação de 20 equipes, número igual à edição de 2013. As equipes foram divididas em quatro conferências com cinco equipes cada: Leste, Sul, Oeste e Norte.

## Participantes
Durante o decorrer do campeonato duas equipes mudaram de nome. O Lusa Rhynos passou a se chamar Lusa Lions e usar a estrutura da Portuguesa e o Juventude Gladiators passou a se chamar Juventude FA.
| Equipe                    | Cidade         |
| ------------------------- | -------------- |
| Botafogo Challengers      | Ribeirão Preto |
| Botafogo Reptiles         | Rio de Janeiro |
| Brasília V8               | Brasília       |
| Campo Grande Gravediggers | Campo Grande   |
| Corinthians Steamrollers  | Leme           |
| Flamengo FA               | Rio de Janeiro |
| Ipatinga Tigres           | Ipatinga       |
| Jaraguá Breakers          | Jaraguá do Sul |
| Juventude FA              | Caxias do Sul  |
| Lusa Lions                | São Paulo      |
| Minas Locomotiva          | Belo Horizonte |
| São José Bulls            | Porto Alegre   |
| Paraná HP                 | Curitiba       |
| Santos Tsunami            | Santos         |
| Timbó Rex                 | Timbó          |
| Tubarões do Cerrado       | Brasília       |
| Uberlândia Lobos          | Uberlândia     |
| Vasco da Gama Patriotas   | Rio de Janeiro |
| Vila Velha Tritões        | Vila Velha     |
| Vitória Antares           | Vitória        |

## Primeira Fase

### Classificação
| 1 | Vila Velha Tritões | 7 | 6 | 1 | 189 | 87  | 102  |  |
| 2 | Botafogo Reptiles  | 7 | 6 | 1 | 163 | 96  | 67   |  |
| 3 | Lusa Lions         | 7 | 5 | 2 | 147 | 84  | 63   |  |
| 4 | Vitória Antares    | 7 | 3 | 4 | 82  | 99  | -17  |  |
| 5 | Ipatinga Tigres    | 7 | 2 | 5 | 31  | 150 | -119 |  |

| 1 | Timbó Rex        | 7 | 7 | 0 | 338 | 42  | 296  |  |
| 2 | Paraná HP        | 7 | 5 | 2 | 264 | 62  | 202  |  |
| 3 | Jaraguá Breakers | 7 | 4 | 3 | 227 | 93  | 134  |  |
| 4 | São José Bulls   | 7 | 1 | 6 | 25  | 347 | -322 |  |
| 5 | Juventude FA     | 7 | 0 | 7 | 40  | 261 | -221 |  |

| 1 | Flamengo FA               | 7 | 6 | 1 | 218 | 22  | 164  |  |
| 2 | Corinthians Steamrollers  | 7 | 4 | 3 | 207 | 100 | 79   |  |
| 3 | Botafogo Challengers      | 7 | 3 | 4 | 79  | 144 | -95  |  |
| 4 | Campo Grande Gravediggers | 7 | 1 | 6 | 32  | 229 | -197 |  |
| 5 | Uberlândia Lobos          | 7 | 1 | 6 | 60  | 240 | -180 |  |

| 1 | Vasco da Gama Patriotas | 7 | 6 | 1 | 295 | 62  | 233  |  |
| 2 | Tubarões do Cerrado     | 7 | 4 | 3 | 190 | 83  | 107  |  |
| 3 | Santos Tsunami          | 7 | 4 | 3 | 159 | 146 | 13   |  |
| 4 | Brasília V8             | 7 | 1 | 6 | 80  | 245 | -165 |  |
| 5 | Minas Locomotiva        | 7 | 0 | 6 | 55  | 199 | -144 |  |

|  |                               |
|  | Classificado para os Playoffs |

## Playoffs

### Quarta de finais
| 15/11/2014 | Vila Velha Tritões | 28 – 33 | Botafogo Reptiles | Estádio Salvador Costa, Vitória-ES |
| 14:00      |                    |         |                   |                                    |

| 15/11/2014 | Vasco da Gama Patriotas | 47 – 00 | Tubarões do Cerrado | Estádio Luso-Brasileiro, Rio de Janeiro-RJ |
| 15:00      |                         |         |                     |                                            |

| 16/11/2014 | Flamengo FA | 22 – 25 | Paraná HP | Estádio Luso-Brasileiro, Rio de Janeiro-RJ |
| 14:00      |             |         |           |                                            |

| 16/11/2014 | Timbó Rex | 42 – 00 | Corinthians Steamrollers | Complexo Esportivo T-Rex, Timbó-SC |
| 15:00      |           |         |                          |                                    |

### Semifinais
| 29/11/2014 | Vasco da Gama Patriotas | 13 – 03 | Paraná HP | Estádio Luso-Brasileiro, Rio de Janeiro-RJ |
| 15:00      |                         |         |           |                                            |

| 29/11/2014 | Timbó Rex | 71 – 20 | Botafogo Reptiles | Complexo Esportivo T-Rex, Timbó-SC |
| 15:00      |           |         |                   |                                    |

### Final
| 13/12/2014 | Timbó Rex | 22 – 24   | Vasco da Gama Patriotas | Estádio do Ibirapuera, São Paulo-SP |
| 18:00      |           | Relatório |                         |                                     |

## Premiação
| Torneio Touchdown 2014                      |
| Rio de Janeiro                              |
| ------------------------------------------- |
| Vasco da Gama Patriotas Campeão (1º título) |